# Ninjago: Ascensiunea Dragonilor
Ninjago: Ascensiunea Dragonilor (în engleză Ninjago: Dragons Rising) este un serial de televiziune animat pe computer produs de WildBrain Studios și Grupul Lego. Este bazat pe linia jucării de construcție Lego Ninjago și o continuare a Ninjago (2011–2022). Partea 1 a primului sezon al serialului a avut premiera pe Netflix pe 1 iunie 2023. Partea 2 a fost lansată pe 12 octombrie 2023. Al doilea sezon a avut premiera în 2024, cu Partea 1 lansată pe 4 aprilie și Partea 2 lansată pe 26 iulie 2024 pe Peacock dar scos ulterior și lansat oficial pe Netflix pe 3 octombrie. Al treilea sezon va fi lansat în primăvara lui 2025.
Serialul a avut premiera în România pe 26 iunie 2023 pe canalul Cartoon Network.

## Subiect

### Sezonul 1

#### Partea 1
La momentdat după „Cristalizat", un fenomen cunoscut sub numele de „Fuziunea” combină Ninjago cu restul celor șaisprezece tărâmuri ale creației, aducând noi amenințări și provocând replici haotice numite Fisuri. Ani mai târziu, Lloyd se împrietenește cu doi civili: Arin și Sora, primul, un fan al Luptătorilor Ninja, iar celălalt, un tehnopat din regatul totalitar Imperium.Cei trei au sarcina de ai găsii pe ceilalți ninja împrăștiați și să lupte cu Ghearele Imperiului, care râvnește la Dragonii Sursă pentru a le drena energia elementară ca resursă.

#### Partea 2
După ce au salvat cu succes dragonii prinși în Imperium, Ninja au pornit într-o căutare pentru a găsi cele trei nuclee de dragon, care pot opri Fisurile. S-au împărțit în trei echipe: Lloyd și Arin, Nya și Sora și Kai și Wyldfyre. Împreună, ei călătoresc prin tărâmurile Fuzionate în căutarea nucleelor, întâlnind noi maeștri elementari, pe Cole și chiar noi creaturi. Dar împărăteasa Beatrix reușește să fure Nucleele de Dragon pentru a-și alimenta arma, astfel încât să poată distruge tărâmurile definitiv.

## Personaje

### Ninja
- Arin - este un civil care i-a idolatrizat pe Ninja în tinerețe. Și-a pierdut părinții după Fuziune și a reușit cumva să învețe singur Spinjitzu, o abilitate considerată imposibilă. De asemenea, a inventat din neatenție Object Spinjitzu.
- Sora (în trecut Ana) - este un inginer tehnologic originar din Imperium, care a câștigat recunoaștere pentru crearea unui dispozitiv de proiecție cu hologramă cu lumină solidă numit Photac. Ea a dezertat din Imperium când a aflat cât de crud i-au tratat pe dragoni, ceea ce a făcut ca părinții și colegii ei să o evite. După Fuziune, ea s-a împrietenit cu Arin și a trăit în Intersecție, devenind un concurent al curselor cu mech-uri. Ea descoperă că are puteri tehnocinetice care au fost amplificate în prezența lui Riyu, până când și-a deblocat Adevăratul Potențial.
- Lloyd Garmadon - este legendarul Ninja Verde și paznicul ales al Ninjago, și fiul lui Misako și al fostului super-răufăcător Garmadon. El deține energia elementară și rămâne în Ninjago City pentru a preveni Fisurile și ai antrena Arin și Sora.

## Episoade
| Premiera originală | Premiera în România (Cartoon Network) | N/o | Titlu român                       | Titlu englez                          |
| ------------------ | ------------------------------------- | --- | --------------------------------- | ------------------------------------- |
|                    |                                       |     |                                   |                                       |
| PRIMUL SEZON       |                                       |     |                                   |                                       |
|                    |                                       |     |                                   |                                       |
| 01.06.2023         | 26.06.2023                            | 01  | Fuziunea                          | The Merge                             |
| 01.06.2023         | 27.06.2023                            | 02  | Fuziunea                          | The Merge                             |
|                    |                                       |     |                                   |                                       |
| 01.06.2023         | 28.06.2023                            | 03  | Carnavalul de la intersecție      | Crossroads Carnival                   |
|                    |                                       |     |                                   |                                       |
| 01.06.2023         | 29.06.2023                            | 04  | Dincolo de nebunie                | Beyond Madness                        |
|                    |                                       |     |                                   |                                       |
| 01.06.2023         | 30.06.2023                            | 05  | Scriitorii destinului             | Writers of Destiny                    |
|                    |                                       |     |                                   |                                       |
| 01.06.2023         | 03.07.2023                            | 06  | Întoarcerea în imperium           | Return to Imperium                    |
|                    |                                       |     |                                   |                                       |
| 01.06.2023         | 17.07.2023                            | 07  | Bestii fără minte                 | Mindless Beasts                       |
|                    |                                       |     |                                   |                                       |
| 01.06.2023         | 18.07.2023                            | 08  | Eu voi fi pericolul               | I Will Be the Danger                  |
|                    |                                       |     |                                   |                                       |
| 01.06.2023         | 19.07.2023                            | 09  | Calmul interior                   | The Calm Inside                       |
|                    |                                       |     |                                   |                                       |
| 01.06.2023         | 20.07.2023                            | 10  | Bătălia celei de-a doua mănăstiri | The Battle of the Secondary Monastery |
| PARTEA 2           |                                       |     |                                   |                                       |
| 12.10.2023         | 20.11.2023                            | 11  | Templul Nucleelor de Dragon       | The Temple of the Dragon Cores        |
|                    |                                       |     |                                   |                                       |
| 12.10.2023         | 21.11.2023                            | 12  | Bandiții Marilor                  | Gangs of the Sea                      |
|                    |                                       |     |                                   |                                       |
| 12.10.2023         | 22.11.2023                            | 13  | Complet Nepotrivit                | Wyldly Inappropriate                  |
|                    |                                       |     |                                   |                                       |
| 12.10.2023         | 23.11.2023                            | 14  | Ultimul Djinn                     | The Last Djinn                        |
|                    |                                       |     |                                   |                                       |
| 12.10.2023         | 24.11.2023                            | 15  | I se spune nenorocire             | They Call It Doom                     |
|                    |                                       |     |                                   |                                       |
| 12.10.2023         | 27.11.2023                            | 16  | Ținutul Lucrurilor                | Land of Lost Things                   |
|                    |                                       |     |                                   |                                       |
| 12.10.2023         | 28.11.2023                            | 17  | Administrația                     | The Administration                    |
|                    |                                       |     |                                   |                                       |
| 12.10.2023         | 29.11.2023                            | 18  | Putere Absolută                   | Absolute Power                        |
|                    |                                       |     |                                   |                                       |
| 12.10.2023         | 30.11.2023                            | 19  | Toți suntem dragoni               | We Are All Dragons                    |
|                    |                                       |     |                                   |                                       |
| 12.10.2023         | 01.12.2023                            | 20  | Puterea din interior              | The Power Within                      |
|                    |                                       |     |                                   |                                       |
| SEZONUL 2          |                                       |     |                                   |                                       |
|                    |                                       |     |                                   |                                       |
| 04.04.2024         | 27.05.2024                            | 21  | Luna însângerată                  | The Blood Moon                        |
|                    |                                       |     |                                   |                                       |
| 04.04.2024         | 28.05.2024                            | 22  | Vise distruse                     | Shattered Dreams                      |
|                    |                                       |     |                                   |                                       |
| 04.04.2024         | 29.05.2024                            | 23  | Dincolo de peștera fantasmelor    | Beyond the Phantasm Cave              |
|                    |                                       |     |                                   |                                       |
| 04.04.2024         | 30.05.2024                            | 24  | Forța de la răsărit               | Force From the East                   |
|                    |                                       |     |                                   |                                       |
| 04.04.2024         | 31.05.2024                            | 25  | Vraja de la cascadă               | The Spell at the Waterfall            |
|                    |                                       |     |                                   |                                       |
| 04.04.2024         | 03.06.2024                            | 26  | Spre Mysterium                    | To Mysterium                          |
|                    |                                       |     |                                   |                                       |
| 04.04.2024         | 04.06.2024                            | 27  | Fugari din Nebunie                | Fugitive From Madness                 |
|                    |                                       |     |                                   |                                       |
| 04.04.2024         | 05.06.2024                            | 28  | Secrete din Wyldness              | Secrets of the Wyldness               |
|                    |                                       |     |                                   |                                       |
| 04.04.2024         | 06.06.2024                            | 28  | Pădurea spiritelor                | The Forest of the Spirits             |
|                    |                                       |     |                                   |                                       |
| 04.04.2024         | 07.06.2024                            | 30  | Ninja în ascensiune               | Rising Ninja                          |
| PARTEA 2           |                                       |     |                                   |                                       |
| 25.07.2024         | 12.05.2025                            | 31  | Forma Dragonilor Sursă            | The Shape of Motion                   |
|                    |                                       |     |                                   |                                       |
| 25.07.2024         | 13.05.2025                            | 32  | În Orașul Templelor               | Enter the City of Temples             |
|                    |                                       |     |                                   |                                       |
| 25.07.2024         | 14.05.2025                            | 33  | Se adună la festin                | They Gather for the Feast             |
|                    |                                       |     |                                   |                                       |
| 25.07.2024         | 15.05.2025                            | 34  | În interiorul labirintului        | Inside the Maze                       |
|                    |                                       |     |                                   |                                       |
| 25.07.2024         | 16.05.2025                            | 35  | Picăm împreună                    | United We Fall                        |
|                    |                                       |     |                                   |                                       |
| 25.07.2024         | 17.05.2025                            | 36  | Adevăr și minciuni                | Truth and Lies                        |
|                    |                                       |     |                                   |                                       |
| 25.07.2024         | 18.05.2025                            | 37  | Sabia se sparge                   | The Sword Shatters                    |
|                    |                                       |     |                                   |                                       |
| 25.07.2024         | 19.05.2025                            | 38  | Indicii și suspecți               | Clues and Suspects                    |
|                    |                                       |     |                                   |                                       |
| 25.07.2024         | 20.05.2025                            | 39  | Meciul final                      | The Final Game                        |
|                    |                                       |     |                                   |                                       |
| 25.07.2024         | 21.05.2025                            | 40  | Elementele trădării               | Elements of Betrayal                  |
|                    |                                       |     |                                   |                                       |
| SEZONUL 3          |                                       |     |                                   |                                       |
|                    |                                       |     |                                   |                                       |
| 17.04.2025         |                                       | 41  | Cei disparuti                     | The Missing                           |
|                    |                                       |     |                                   |                                       |
| 17.04.2025         |                                       | 42  | Obiectul suprem                   | The Ultimate Object of Admiration     |
|                    |                                       |     |                                   |                                       |
| 17.04.2025         |                                       | 43  | Tinuturi Spectrale                | The Spectral Lands                    |
|                    |                                       |     |                                   |                                       |
| 17.04.2025         |                                       | 44  | Marele jaf al lui Zane            | The Great Zane Robbery                |
|                    |                                       |     |                                   |                                       |
| 17.04.2025         |                                       | 45  | Doar eu il pot salva              | I Alone Can Save Them                 |
|                    |                                       |     |                                   |                                       |
| 17.04.2025         |                                       | 46  | Dorinte neimplinite               | Fallen Wishes                         |
|                    |                                       |     |                                   |                                       |
| 17.04.2025         |                                       | 47  | Majestatea Sa Draconica           | Their Draconic Majesty’s Request      |
|                    |                                       |     |                                   |                                       |
| 17.04.2025         |                                       | 48  | Împreună la greu                  | Crashing Together                     |
|                    |                                       |     |                                   |                                       |
| 17.04.2025         |                                       | 49  | Haosul dezlantuit                 | Chaos Unchained                       |
|                    |                                       |     |                                   |                                       |
| 17.04.2025         |                                       | 50  | Dragonul Nimicitor                | The Shatter Dragon                    |
| PARTEA 2           |                                       |     |                                   |                                       |
| 24.04.2025         |                                       | 51  |                                   | The Hollow Ones                       |
|                    |                                       |     |                                   |                                       |
| 24.04.2025         |                                       | 52  |                                   | Human Resources                       |
|                    |                                       |     |                                   |                                       |
| 24.04.2025         |                                       | 53  |                                   | Between You and Lee                   |
|                    |                                       |     |                                   |                                       |
| 24.04.2025         |                                       | 54  |                                   | Casket of Bones                       |
|                    |                                       |     |                                   |                                       |
| 25.04.2025         |                                       | 55  |                                   | The Screaming Earth                   |
|                    |                                       |     |                                   |                                       |
| 25.04.2025         |                                       | 56  |                                   | Under the Light of a Mechanical Moon  |
|                    |                                       |     |                                   |                                       |
| 25.04.2025         |                                       | 57  |                                   | The Vault of Focus                    |
|                    |                                       |     |                                   |                                       |
| 25.04.2025         |                                       | 58  |                                   | For Whom the Bell Tolls               |
|                    |                                       |     |                                   |                                       |
| 04.09.2025         |                                       | 59  |                                   | When Doves Cry                        |
|                    |                                       |     |                                   |                                       |
| 04.09.2025         |                                       | 60  |                                   | Chaos Reigns                          |
|                    |                                       |     |                                   |                                       |